# Prałatura terytorialna Yauyos
Prałatura terytorialna Yauyos – prałatura terytorialna Kościoła rzymskokatolickiego w Peru, w metropolii Limy, obsługiwana przez kapłanów związanych z prałaturą Opus Dei, którego członkami byli wszyscy dotychczasowi ordynariusze prałatury Yauyos. Została erygowana 12 kwietnia 1957 roku. Siedzibą prałata jest miasto San Vicente di Cañete. 